# Flugunfall der Aeronaves de México bei Acapulco
Der Flugunfall der Aeronaves de México bei Acapulco ereignete sich am 13. August 1966 auf einem Trainingsflug. Die eingesetzte Douglas DC-8-51 der Aeronaves de México prallte während der geplanten Landung am Flughafen Acapulco gegen einen Berg, wobei alle sechs Insassen starben.

## Maschine
Bei der verunglückten Maschine handelte es sich um eine Douglas DC-8-51, die zum Zeitpunkt des Unfalls 3 Jahre und Monate alt war. Die Maschine wurde im Douglas-Werk in Long Beach, Kalifornien montiert, ihr Roll-Out erfolgte am 18. Oktober 1962. Das Flugzeug trug die Werknummer 45652 und die Modellseriennummer 176. Die DC-8 wurde am 24. November 1962 mit dem Luftfahrzeugkennzeichen XA-PEI neu an die Aeronaves de México ausgeliefert, bei der sie das Luftfahrzeugkennzeichen XA-PEI und den Taufnamen Tenochtitlán erhielt. Das vierstrahlige Langstrecken-Schmalrumpfflugzeug war mit vier Triebwerken des Typs Pratt & Whitney JT3D-3B ausgestattet. Bis zum Zeitpunkt des Unfalls hatte die Maschine 10.030 Betriebsstunden absolviert.

## Insassen
Da es sich um einen Trainingsflug handelte, befanden sich lediglich sechs Besatzungsmitglieder an Bord der Maschine. Auf dem Flug sollten zwei Piloten, die für die Douglas DC-6 zertifiziert waren, auf der Douglas DC-8 ausgebildet werden. Ob einer dieser beiden Piloten die Maschine zum Zeitpunkt des Unfalls steuerte, konnte später nicht mehr einwandfrei ermittelt werden.
- Der Flug- und Prüfkapitän auf diesem Flug verfügte über 15.712 Stunden Flugerfahrung, von denen 1.256 Stunden auf die Douglas DC-8 entfielen.
- Der erste der beiden Ersten Offiziere hatte von seinen 13.630 Stunden Flugerfahrung erst sieben Flugstunden im Cockpit der Douglas DC-8 absolviert. Er hatte außerdem 158 Theoriestunden zur DC-8 erhalten sowie drei Stunden Instrumentenflüge im Flugsimulator geübt und 10 Stunden Flugübungen und Trainingseinheiten mit DC-8-Maschinen der Eastern Air Lines absolviert.
- Der zweite der beiden Ersten Offiziere verfügte über eine beschränkte Lizenz als Bordfunker. Seine gesamte Flugerfahrung belief sich auf 8.087 Stunden, auch er hatte erst sieben Flugstunden im Cockpit der Douglas DC-8 absolviert. Auch er hatte außerdem 158 Theoriestunden zur DC-8 erhalten sowie drei Stunden Instrumentenflüge im Flugsimulator geübt und 10 Stunden Flugübungen und Trainingseinheiten mit DC-8-Maschinen der Eastern Air Lines absolviert.
- Der vierte an Bord anwesende Pilot war ein Flugmechanikerausbilder, der von seinen 13.859 Stunden Flugerfahrung 1.670 Stunden in der Douglas DC-8 abgeleistet hatte.
- Der fünfte an Bord anwesende Pilot verfügte über eine beschränkte Lizenz als Bordfunker und Flugingenieur. Er konnte auf 8.707 Stunden Flugerfahrung zurückblicken, davon 16 Stunden an Bord der Douglas DC-8. Hiervon wiederum hatte er 8 Stunden und 45 Minuten im Rahmen der Flugingenieurausbildung abgeleistet.
- Der sechste an Bord befindliche Pilot war erfahren im Fliegen der Bristol Britannia und besaß eine beschränkte Lizenz als Bordfunker. Bis zum 31. Januar 1966 hatte er 10.034 Stunden Flugzeit absolviert, davon 9 Stunden und 15 Minuten in Maschinen des Typs Douglas DC-8. Er hatte 165 Theoriestunden hinsichtlich des Umgangs mit der DC-8 erhalten und sollte auf dem Flug auch praktische Erfahrungen sammeln.

## Unfallhergang
Nachdem mit der Maschine ein routinemäßiger interkontinentaler Linienflug aus New York City, USA, nach Acapulco mit einem planmäßigen Zwischenstopp in Mexiko-Stadt durchgeführt worden war, kam die Maschine um 00:12 Uhr Ortszeit auf dem Flughafen Acapulco an. Die DC-8 wurde dann gewartet und betankt und hob um 01:14 Uhr von der Startbahn 10 zu einem Trainingsflug ab. Gegen 01:50 Uhr meldeten die Piloten eine Flughöhe von 16.000 Fuß und erbaten Freigabe für einen simulierten Sinkflug. Die Freigabe wurde erteilt und die Piloten wurden angewiesen, sich in einer Höhe von 6.000 Fuß wieder zu melden, was sie auch taten. Der Fluglotse wies die Besatzung daraufhin an, sich beim Flug der Kurve für den Anflug wieder zu melden. Die Besatzung tat dies und gab in diesem Zusammenhang ihre Flughöhe mit 2.500 Fuß an. Gegen 02:15 Uhr meldeten Augenzeugen südöstlich des Flughafens Explosionen und ein Feuer. Das Wrack wurde am Hügel des Berges El Salado gefunden. Die Maschine wurde beim Aufprall völlig zerstört, alle sechs Besatzungsmitglieder kamen ums Leben.

## Ursache
Die Unfallermittler konnten als Unfallursache die Wetterbedingungen, eine Fehlfunktion von Baugruppen der Maschine sowie einen Kontrollverlust ausschließen. Sie stellten als Ursache für den Unfall einen achtlos und zum falschen Zeitpunkt durchgeführten Sinkflug während des Flugs der Kurve für den Anflug fest. Hierbei sei die Sicherheitsflughöhe unterschritten worden. Zu dem Unfall sei es gekommen, da der Sinkflug während des Fluges der Kurve eingeleitet wurde, obwohl vorgesehen war, dass dies erst geschehen sollte, nachdem die Kurve geflogen und die Maschine entlang der Anfluggrundlinie ausgerichtet worden war. Beim Aufprall sei die Maschine nahezu flach ausgerichtet gewesen und habe einen leicht linkswärtigen Rollwinkel gehabt, das Fahrwerk sei ausgefahren und die Auftriebshilfen seien auf 50 Grad ausgefahren gewesen.